# Pyrausta impunctata
Pyrausta impunctata là một loài bướm đêm trong họ Crambidae.